# Abrothrix
Abrothrix är ett släkte hamsterartade gnagare med cirka tio arter som lever i Sydamerika.

## Beskrivning
Arterna liknar fältmöss (Akodon) i utseende och räknades tidigare till detta släkte. Skillnader finns i vissa anatomiska detaljer och i kromosomernas struktur. Dessa gnagare når en kroppslängd (huvud och bål) av 7 till 14 cm, en svanslängd av 7 till 10 cm och en vikt mellan 15 och 60 gram. Pälsfärgen på ovansidan är oftast brun- eller gråaktig och buken är ljusgrå till vit. Även svansen har denna indelning i en mörk ovansida och en ljus undersida. Kännetecknande är den rödaktiga eller orange nosen.
Habitatet utgörs av skogar, buskmarker, gräsmarker och marskland. Levnadssättet är främst känd för arten Abrothrix longipilis men antas vara likadant för de andra arterna. Den gräver bon i marken men har bra förmåga att klättra i växtligheten. Aktivitetstiderna är fördelade över hela dygnet. Födan utgörs främst av insekter och i viss mån av bär, frön och svampar. Honor kan para sig två eller tre gånger per år och har upp till åtta ungar per kull.
IUCN listar Abrothrix illuteus och Abrothrix sanborni som nära hotad (NT) och de andra arterna som livskraftig (LC).

## Arter
Vanligen skiljs mellan nio arter:
- Abrothrix andinus förekommer i Anderna från södra Peru över Bolivia till norra Chile och Argentina.
- Abrothrix hershkovitzi lever på öar i Chiles sydligaste region.
- Abrothrix illuteus är endemisk för nordvästra Argentina.
- Abrothrix jelskii hittas i Peru, Bolivia och nordligaste Argentina.
- Abrothrix lanosus hittas i Eldslandet och angränsande delar av Chile och Argentina.
- Abrothrix longipilis förekommer i centrala och södra delar av Argentina och Chile.
- Abrothrix markhami är endemisk på ön Isla Wellington i södra Chile.
- Abrothrix olivaceus lever i stora delar av Chile och södra Argentina.
- Abrothrix sanborni hittas vid Puerto Montt bukten i Chile.

Arterna Abrothrix andinus och Abrothrix jelskii flyttades under 1990-talet till ett eget släkte, Chroeomys, men senare studier bekräftade inte denna indelning och Chroeomys anses idag som synonym till Abrothrix.